# Rahamim (periódico)
Raḥamim («piedad»), también conocido como Rakhamim, fue un semanario idioma bújaro (judeo-tayiko) publicado desde Skobelev (actual Ferganá en Uzbekistán) entre 1910 y 1913, y desde Kokand (Krai de Turquestán) entre 1913 y 1916. Fue el primer periódico publicado en judeo-tayiko y se imprimió en escritura Rashi.

## Historia
El fundador del periódico fue Rahamim Davidbayev, un rico hombre de negocios de Skobolev. Para poder lanzar el periódico, trajo consigo costosos equipos de impresión desde Lublin. El nombre del periódico hacía alusión al nombre de su fundador. El primer número salió el 14 de mayojul./ 27 de mayo de 1910greg.. Raḥamim se distribuyó entre las comunidades judías de Bujaria en ciudades de Asia Central. Fue el primer periódico publicado en judeo-tayiko: un dialecto judeo-persa. Estaba impreso en escritura Rashi, una escritura semicursiva sefardí del siglo XV. El semanario se publicó desde Skobelev (actual Ferganá en Uzbekistán) entre 1910 y 1913, y desde Kokand (Krai de Turquestán) entre 1913 y 1916.
Los números del periódico contenían dos o cuatro páginas. El periódico constaba principalmente de telegramas corresponsales. Se tradujeron del ruso noticias locales y reportajes sobre acontecimientos mundiales. Hasta entonces, el judeo-tayiko no se había utilizado mucho como lengua escrita, y el periódico empleaba con frecuencia préstamos rusos para llenar los vacíos de vocabulario. Raḥamim también cubrió hasta cierto punto los asuntos de la comunidad judía, incluida la correspondencia tanto privada como oficial. Hubo traducciones del hebreo de obras del movimiento Haskalah realizadas por publicistas judíos orientales. La publicación en ocasiones incluía historias religiosas y ficticias. El periódico publicaría anuncios de empresas locales, horarios de trenes y un suplemento financiero con los tipos de cambio de divisas.
Davidbayev reclutó a varios jóvenes talentosos para trabajar en la publicación y la oficina editorial de Raḥamim pronto se convirtió en un centro para la vida intelectual judía de Bujaria. El personal incluía a Nisim Tadzhir, Rafael Galibov (escritor y traductor), el rabino Shlomo ben Pinkhas Babadzhan y Mulla Azare Yusupov. Tadzhir y Galibov fueron los editores del periódico. Khie Batchaev (padre del poeta Muhib) era el corresponsal de Raḥamim en Mari.
El último número publicado desde Skobelev data del 27 de diciembre de 1912jul./ 9 de enero de 1913greg.. El periódico reapareció, publicado desde Kokand el 26 de junio de 1913. Según fuentes secundarias, la publicación de Raḥamim continuó desde Kokand desde 1914 hasta 1916, aunque esporádicamente.